# Zabolotți, Brodî
Zabolotți (în ucraineană Заболотці) este localitatea de reședință a comunei Zabolotți din raionul Brodî, regiunea Liov, Ucraina.

## Demografie
Componența lingvistică a localității Zabolotți
     Ucraineană (99,16%)
     Alte limbi (0,85%)
Conform recensământului din 2001, majoritatea populației localității Zabolotți era vorbitoare de ucraineană (99,16%), existând în minoritate și vorbitori de alte limbi.